# It Happens Every Spring
It Happens Every Spring (Brasil: Todas as Primaveras ) é um filme norte-americano de 1949, do gênero comédia, dirigido por Lloyd Bacon e estrelado por Ray Milland e Jean Peters.
It Happens Every Spring é uma pequena e simpática comédia sobre beisebol, um dos melhores filmes já feitos sobre esportes.

## Sinopse
O cientista Vernon Simpson deseja casar-se com Deborah Greenleaf, mas desconfia que seu salário não é suficiente para mantê-los. No laboratório, certo dia, ele se depara com uma fórmula que faz com que a bola de beisebol repila madeira, isto é, ela pula sempre que o taco encosta nela. De posse dessa fórmula mágica, Vernon, agora sob o nome de King Kelly, junta-se a uma equipe e torna-se seu grande arremessador! Vai ganhando todos os jogos, mas levanta suspeitas por não permitir que os jornais publiquem sua foto. Um dia, a casa cai e ele tem de voltar à vida acadêmica, mas nem tudo está perdido: a esposa Deborah permanece fielmente a seu lado, e além disso todo mundo ainda o considera um herói.

## Principais premiações
| Patrocinador                                  | Prêmio | Categoria                | Situação |
| --------------------------------------------- | ------ | ------------------------ | -------- |
| Academia de Artes e Ciências Cinematográficas | Oscar  | Melhor História Original | Indicado |
| Writers Guild of America                      | WGA    | Melhor Roteiro - Comédia | Indicado |

## Elenco
| Ator/Atriz          | Personagem                            |
| ------------------- | ------------------------------------- |
| Ray Milland         | Professor Vernon Simpson / King Kelly |
| Jean Peters         | Deborah Greenleaf                     |
| Paul Douglas        | Monk Lanigan                          |
| Ed Begley           | Edgar Stone                           |
| Ted de Corsia       | Treinador Jimmy Dolan                 |
| Ray Collins         | Professor Alfred Greenleaf            |
| Jessie Royce Landis | Senhora Greenleaf                     |
| Alan Hale Jr.       | Schmidt                               |
| Bill Murphy         | Tommy Isbell                          |
| Debra Paget         | Alice                                 |